# 徐倹
徐 倹（徐儉、じょ けん、528年 - 588年）は、南朝梁から陳にかけての人物。またの名を衆といった。本貫は東海郡郯県。

## 経歴
徐陵の長男として生まれた。汝南の周弘正に人柄を認められて、その娘を妻に迎えた。太清元年（547年）、豫章王府行参軍を初任とした。太清2年（548年）、侯景の乱が起こったとき、父の徐陵は東魏への使者におもむいて帰っておらず、徐倹は家族を連れて江陵に避難した。元帝に召されて尚書金部郎中となった。元帝の宴会に参加して詩を賦し、文才を賞賛された。承聖3年（554年）、西魏の侵攻を受けて江陵が陥落すると、建康に帰還した。
永定元年（557年）、陳が建国されると、徐倹は太子洗馬となり、鎮東従事中郎に転じた。天嘉3年（562年）、中書侍郎に転じた。太建元年（569年）、広州刺史の欧陽紇が挙兵して反乱を起こすと、徐倹は宣帝の命を受けて広州におもむき、欧陽紇の翻意をうながした。欧陽紇は徐倹の説得を聞き入れず、徐倹を孤園寺に幽閉した。数十日後、徐倹は欧陽紇の許可をえて、帰還した。章昭達が宣帝の命を受けて欧陽紇を討ち、徐倹はその下で監軍をつとめた。
太建2年（570年）、欧陽紇の乱が平定されると、徐倹は鎮北鄱陽王諮議参軍に任じられ、中書舎人を兼ねた。国子博士・大匠卿を歴任した。まもなく黄門侍郎となり、太子中庶子に転じた。通直散騎常侍の位を加えられ、尚書左丞を兼ねたが、公務の失敗のために免官された。まもなく中衛始興王限外諮議参軍として再起し、中書舎人を兼ねた。また太子中庶子となり、貞威将軍・太子左衛率に転じた。
太建14年（582年）、後主が即位すると、和戎将軍・宣恵晋熙王長史に任じられ、行丹陽郡国事をつとめた。至徳元年（583年）、父の徐陵が死去すると、徐倹は辞職して喪に服した。まもなく和戎将軍として再起し、尋陽郡内史に転じた。散騎常侍に転じ、建昌侯の封を嗣ぎ、入朝して御史中丞となった。徐倹は御史として権臣におもねらず、尚書令の江総に対してさえ弾劾をおこなったため、後主の信任を受けた。
禎明2年（588年）、死去した。

## 伝記資料
- 『陳書』巻26 列伝第20
- 『南史』巻62 列伝第52